# Tom Poston
Tom Poston (Columbus, Ohio; 17 de octubre de 1921 - Los Ángeles, California; 30 de abril de 2007) fue un actor televisivo y cinematográfico estadounidense. Destacó en la televisión en una carrera que inició en 1950. Fue jurado de concurso, presentador de programas de variedades, actor cómico y actor de cine, televisión y teatro en Broadway.

## Biografía

### Inicios
Nació en Columbus, Ohio. Tras acabar sus estudios secundarios, Poston acudió al Bethany College de Virginia Occidental, pero no se graduó. El Bethany College le galardonó con el título honorario de Doctor en Letras el 13 de septiembre de 1990. 

#### Historia Militar
Se unió al Cuerpo Aéreo del Ejército de los Estados Unidos en 1941 como soldado. Poston sirvió como piloto en el Teatro Europeo en la Segunda Guerra Mundial. Su aparato transportaba paracaidistas a la Batalla de Normandía. Fue recompensado con la Medalla del Aire con Hojas de Roble, representando un total de tres Medallas del Aire por sus acciones durante la guerra. Poston sirvió en el Norte de África, Italia, Francia e Inglaterra, y alcanzó el grado de capitán. Tras su licencia, empezó a estudiar interpretación en Nueva York.

### Carrera
En los años 50, Poston ganó reconocimiento como comediante "Hombre de la calle" (junto a sus colegas Louie Nye, Wally Cox y Don Knotts) en  The Steve Allen Show. Por esas actuaciones, Poston ganó el Premio Emmy de 1959 al mejor actor de reparto en una serie cómica. A partir de ese momento, trabajó con frecuencia en Broadway y como jurado de concurso, junto a apariciones regulares en To Tell the Truth y What's My Line?. Aunque la carrera cinematográfica de Poston se limitaba a comedias estrafalarias (tales como Zotz, de William Castle, y The Old Dark House, ambas en los años 60), su carrera televisiva se expandía, prolongándose a lo largo de cinco décadas, dándole la oportunidad de contribuir con su talento cómico a diferentes productos del medio, tales como películas para TV, comedias de situación, shows televisivos, programas de entrevistas e, incluso, como doblador en películas de dibujos animados.
Poston fue una estrella habitual del The Bob Newhart Show de los años 70. Posteriormente hizo el papel de Franklin Delano Bickley en Mork del planeta Ork. Gran amigo de Bob Newhart, Poston interpretó a George Utley, incompetente manitas del Stratford Inn, en Newhart. Fue nominado al Premio Emmy tres veces por su trabajo en dicha serie: en 1984, 1986, y 1987. Tuvo un tercer papel junto a Newhart en la serie Bob.
Participó regularmente en otras muchas series de televisión: Cosas de casa, Murphy Brown, Home Improvement, Cosby, Malcolm & Eddie, ER, Grace Under Fire, That '70s Show, Will & Grace, y como estrella invitada en un episodio de Los Simpson, dando voz a Capital City Goofball. También fue Art Hibke en la serie de la ABC Coach, por lo cual fue nominado a un Premio Emmy en 1991. 
En 2001 Poston se casó por tercera vez, con la actriz Suzanne Pleshette, quien interpretaba al personaje de la mujer de Bob Hartley, el personaje de Newhart en el The Bob Newhart Show. Poston siguió haciendo papeles secundarios en el cine, con dos títulos estrenados en 2004, Christmas with the Kranks y The Princess Diaries 2: Royal Engagement, y con varios programas de televisión. En 2005, fue el personaje "Clown" en la serie de la NBC Committed. El grupo musical They Might Be Giants menciona a Poston como escritor del New York Times en su canción "Critic Intro". En 2006 Poston fue artista invitado en un episodio de The Suite Life of Zack & Cody.
Estuvo casado en cuatro ocasiones: con la actriz Jean Sullivan, desde 1955 a 1968, fecha de su divorcio; con Kay Hudson, de 1968 a 1975, año en que se divorciaron; otra vez con Kay Hudson, de 1980 a 1998, fecha en la que ella falleció; y finalmente con Suzanne Pleshette, de 2001 hasta la muerte de él. Tras una breve enfermedad, Poston falleció el 30 de abril de 2007 en Los Ángeles, California, a los 85 años de edad.

## Filmografía

### Películas
| Año  | Título                                   | Papel                   | Notas                         |
| ---- | ---------------------------------------- | ----------------------- | ----------------------------- |
| 1952 | Skirts Ahoy!                             | Walk-on                 | Sin Acreditar                 |
| 1953 | City That Never Sleeps                   | Detective               | Acreditado como Thomas Poston |
| 1962 | Zotz!                                    | Profesor Jonathan Jones |                               |
| 1963 | The Old Dark House                       | Tom Penderel            |                               |
| 1963 | Soldier in the Rain                      | Teniente Magee          |                               |
| 1971 | Cold Turkey                              | Señor Stopworth         |                               |
| 1975 | The Happy Hooker                         | J. Arthur Conrad        |                               |
| 1978 | Rabbit Test                              | Ministro                |                               |
| 1980 | Up the Academy                           | Sisson                  |                               |
| 1981 | Carbon Copy                              | Reverendo Hayworth      |                               |
| 1989 | Murphy's Laws of Golf                    | George                  | Cortometraje                  |
| 1998 | Krippendorf's Tribe                      | Gordon Hargrove         |                               |
| 1999 | The Story of Us                          | Harry                   |                               |
| 2003 | Beethoven's 5th                          | John Giles / Selig      |                               |
| 2004 | The Princess Diaries 2: Royal Engagement | Lord Palimore           |                               |
| 2004 | Christmas with the Kranks                | Padre Zabriskie         |                               |

### Televisión
| Year        | Title                                                | Role                                         | Notes                                                 |
| ----------- | ---------------------------------------------------- | -------------------------------------------- | ----------------------------------------------------- |
| 1950        | Tom Corbett, Space Cadet                             | The Alkarian                                 | Episodio: "The Mystery of Alkar"                      |
| 1950 - 1951 | Lights Out                                           | Sir John                                     | 02 Episodios                                          |
| 1951        | Studio One in Hollywood                              | Sentry / Alec Gordon                         | 02 Episodios                                          |
| 1953        | Hawkins Falls: A Television Novel                    | Toby Winfield                                | Episodios Desconocidos                                |
| 1955        | Goodyear Playhouse                                   | Actualmente Desconocido                      | Episodio: "Tangled Web"                               |
| 1956        | Playwrights '56                                      | Fletcher                                     | Episodio: "You Sometimes Get Rich"                    |
| 1956        | Robert Montgomery Presents                           | Actualmente Desconocido                      | Episodio: "Who?"                                      |
| 1956 - 1957 | The Phil Silvers Show                                | Teniente de la Casa de Guardia / El Teniente | 02 Episodios                                          |
| 1956 - 1960 | The Steve Allen Plymouth Show                        | Comediante / Invitado / El Mismo             | 44 Episodes                                           |
| 1957        | The United States Steel Hour                         | Chester                                      | Episodio: "The Change in Chester"                     |
| 1957        | The Steve Allen Show                                 | Comediante                                   | Episodio: "#3.11"                                     |
| 1958        | The Christmas Tree                                   | Tom                                          | Película Televisiva                                   |
| 1958 - 1966 | What's My Line?                                      | El Mismo / Invitado Misterioso / Panelista   | 10 Episodios                                          |
| 1959        | The Ed Sullivan Show                                 | Teniente Ferguson Howard                     | Episodio: "#13.9"                                     |
| 1959 - 1967 | To Tell the Truth                                    | El Mismo / Panelista                         | 317 Episodios                                         |
| 1960        | The Tempest                                          | Trinculo                                     | Television Film                                       |
| 1960        | Play of the Week                                     | Supervisor                                   | Episodio: "The Enchanted"                             |
| 1961        | Thriller                                             | Charlie Denham                               | Episodio: "Masquerade"                                |
| 1963 - 1964 | Match Game                                           | El Mismo / Capitán de Equipo                 | 35 Episodios                                          |
| 1963 - 1964 | Missing Links                                        | El Mismo / Panelista                         | 27 Episodios                                          |
| 1964        | The Defenders                                        | Sheldon Lowell                               | 02 Episodios                                          |
| 1965        | Bob Hope Presents the Chrysler Theatre               | Conserje / Teniente Courtney                 | Episodio: "Double Jeopardy"                           |
| 1968        | Gentle Ben                                           | Joe Cardigan                                 | Episodio: "Trophy Bear"                               |
| 1969        | The Good Guys                                        | Julian Brent                                 | Episodio: "The World's Second Greatest Lover"         |
| 1969        | Get Smart                                            | Doctor Zharko                                | Episodio: "Shock It to Me"                            |
| 1974        | Bobby Parker and Company                             | Su Psiquiatra                                | Película Televisiva                                   |
| 1975        | Harry and Maggie                                     | Arlo Wilson                                  | Corto Televisivo                                      |
| 1975 - 1976 | On the Rocks                                         | Señor Sullivan                               | 13 Episodios                                          |
| 1975 - 1977 | The Bob Newhart Show                                 | Cliff Murdock                                | 05 Episodios                                          |
| 1976        | Alice                                                | Jerry Dittmeyer                              | Episodio: "Vera's Mortician"                          |
| 1976 - 1977 | Match Game                                           | El Mismo / Panelista                         | 10 Episodios                                          |
| 1977        | All's Fair                                           | Harold Banks                                 | Episodio: "Save the Yak"                              |
| 1977        | The Magnificent Magical Magnet of Santa Mesa         | William Bensinger                            | Película Televisiva                                   |
| 1977 - 1978 | We've Got Each Other                                 | Damon Jerome                                 | 13 Episodios                                          |
| 1977 - 1987 | The Love Boat                                        | Tom Poston / Daniel Baker / Mickey O'Day     | 03 Episodios                                          |
| 1978        | A Guide to the Married Woman                         | Marty Gibson                                 | Película Televisiva                                   |
| 1978        | Flying High                                          | Zarky                                        | Episodio: "The Vanishing Point"                       |
| 1978        | Fame                                                 | Car Salesman                                 | Película Televisiva                                   |
| 1979        | $weepstake$                                          | Leeds                                        | Episodio: "#1.2"                                      |
| 1979        | CHiPs                                                | Bill Conner                                  | Episodio: "Quarantine"                                |
| 1979        | Beane's of Boston                                    | Señor Frank Beane                            | Episodio Piloto                                       |
| 1979 - 1980 | The Hollywood Squares (Daytime)                      | Cuadro Central / El Mismo / Panelista        | 21 Episodios                                          |
| 1979 - 1981 | Mork & Mindy                                         | Señor Bickley                                | 54 Episodios                                          |
| 1980        | Good Time Harry                                      | Ben Younger                                  | Episodio: "Ben Younger"                               |
| 1981        | The Girl, the Gold Watch & Dynamite                  | Omar Krepps                                  | Película Televisiva                                   |
| 1981 - 1982 | Password Plus                                        | Celebridad Concursante / El Mismo            | 11 Episodios                                          |
| 1982        | King's Crossing                                      | Brian Gunshore                               | Episodio: "The Home Front"                            |
| 1982        | I've Had It Up to Here                               | Actualmente Desconocido                      | Película Televisiva                                   |
| 1982 - 1990 | Newhart                                              | George Utley                                 | 184 Episodios                                         |
| 1983 - 1984 | Match Game-Hollywood Squares Hour                    | El Mismo / Panelista                         | 24 Episodios                                          |
| 1984 - 1985 | Body Language                                        | El Mismo                                     | 15 Episodios                                          |
| 1984 - 1989 | Super Password                                       | Celebridad Concursante / El Mismo            | 70 Episodios                                          |
| 1985        | Hotel                                                | Tommy Rooney                                 | Episodio: "Pathways"                                  |
| 1986        | Crazy Like a Fox                                     | Actualmente Desconocido                      | Episodio: "A Fox at the Races"                        |
| 1986        | Fresno                                               | Doctor Parseghian                            | Miniserie 04 Episodios                                |
| 1987        | D.C. Follies                                         | Tom Poston                                   | Episodio: "Pilot"                                     |
| 1988        | Save the Dog!                                        | Actualmente Desconocido                      | Película Televisiva                                   |
| 1988        | St. Elsewhere                                        | Jim Morrison                                 | Episodio: "The Abby Singer Show"                      |
| 1990        | A Quiet Little Neighborhood, a Perfect Little Murder | Don Corman                                   | Película Televisiva                                   |
| 1990        | The Simpsons                                         | Capital City Goofball                        | Episodio: Dancin' Homer                               |
| 1990 - 1991 | Good Grief                                           | Ringo Prowley                                | 13 Episodios                                          |
| 1990 - 1995 | Entrenador                                           | Dr. Art Hibke / Art Hibke                    | 04 Episodios                                          |
| 1991        | Harry and the Hendersons                             | Actualmente Desconocido                      | Episodio: "Harry and the Homless Man"                 |
| 1992 - 1993 | Bob                                                  | Jerry Fleisher                               | 04 Episodios                                          |
| 1993        | Dream On                                             | Sidney 'Tío Bouncy' Barish                   | Episodio: "Oral Sex, Lies and Videotape"              |
| 1993        | Dr. Quinn, Medicine Woman                            | Misterioso 'Hombre Muerto'                   | Episodio: "Halloween"                                 |
| 1994        | Big Daddy's Barbecue                                 | Virgil                                       | Película Televisiva                                   |
| 1994 - 1995 | Family Matters                                       | Sr. Looney                                   | 03 Episodios                                          |
| 1994 - 1996 | Murphy Brown                                         | Old Man Swenson                              | 02 Episodios                                          |
| 1995        | Aaahh!!! Real Monsters                               | Ralph / Burly Man                            | Episodio: "Eau de Krumm/O'Lucky Monster"              |
| 1995 - 1997 | Home Improvement                                     | Ted / Ned / The Clerk                        | 03 Episodios                                          |
| 1995 - 1998 | Grace Under Fire                                     | Floyd Norton                                 | 32 Episodios                                          |
| 1996        | The Larry Sanders Show                               | Tom Poston                                   | Episodio: "My Name Is Asher Kingsley"                 |
| 1997        | George and Leo                                       | Policía de Tráfico                           | Episodio: "The Pilot Episode"                         |
| 1997        | Sabrina the Teenage Witch                            | Banquero Hipotecario                         | Episodio: "Witch Trash"                               |
| 1998        | Just Shoot Me!                                       | Herb                                         | Episodio: "Jack's Old Partner"                        |
| 1998        | Touched by an Angel                                  | Ed Yablonsky                                 | Episodio: "Cry and You Cry Alone"                     |
| 1998        | Suddenly Susan                                       | Sr. Vance                                    | Episodio: "Sleeping with the Enemy"                   |
| 1998        | Maggie Winters                                       | Lester Mulford                               | Episodio: "Mama's Got a Brand New Bag"                |
| 1998        | Rugrats                                              | Roy                                          | Episodio: "Baking Dil/Hair!"                          |
| 1998        | Contempt of Court                                    | Médico Forense                               | Película Televisiva                                   |
| 1999        | Cosby                                                | Tim                                          | 02 Episodios                                          |
| 1999        | Honey, I Shrunk the Kids: The TV Show                | Uncle Cosmo                                  | Episodio: "Honey, It's the Ghostest with the Mostest" |
| 1999        | Diagnosis: Murder                                    | Tom Porter                                   | Episodio: "The Roast"                                 |
| 1999 - 2000 | Malcolm & Eddie                                      | Garth Dubin                                  | 02 Episodios                                          |
| 2000        | Dharma & Greg                                        | Dr. Gillespie                                | Episodio: "The Spy Who Said He Loved Me"              |
| 2000        | Normal, Ohio                                         | Stanley                                      | Episodio: "Just Another Normal Christmas"             |
| 2001        | The Drew Carey Show                                  | Roscoe Harvey                                | Episodio: "Oswald's Dad Returns"                      |
| 2001        | King of the Hill                                     | Sr. Popper                                   | Episodio: "Now Who’s the Dummy?"                      |
| 2001        | ER                                                   | Earl                                         | 02 Episodios                                          |
| 2001        | The Lone Gunmen                                      | Capitán Toby / Fred Tabalowski               | Episodio: "The 'Cap'n Toby' Show"                     |
| 2001        | The Ellen Show                                       | Joe                                          | Episodio: "Joe"                                       |
| 2002        | Apple Valley Knights                                 | Justice Knight Sr.                           | Episodios Desconocidos                                |
| 2002        | Becker                                               | Joe Willakie                                 | Episodio: "Talking Points"                            |
| 2002        | Will & Grace                                         | Norman                                       | Episodio: "Went to a Garden Potty"                    |
| 2002        | Liberty's Kids: Est. 1776                            | Actualmente Desconocido                      | 05 Episodios                                          |
| 2002 - 2003 | That '70s Show                                       | Burt Sigurdson                               | 03 Episodios                                          |
| 2003        | Good Morning, Miami                                  | Lenny                                        | 02 Episodios                                          |
| 2003        | 8 Simple Rules                                       | Jake                                         | Episodio: "Good Moms Gone Wild"                       |
| 2005        | Committed                                            | Clown                                        | 13 Episodios                                          |
| 2006        | The Suite Life of Zack and Cody                      | Merle                                        | Episodio: "Ah! Wilderness!"                           |